# Clubiona consensa
Clubiona consensa este o specie de păianjeni din genul Clubiona, familia Clubionidae, descrisă de Forster, 1979. Conform Catalogue of Life specia Clubiona consensa nu are subspecii cunoscute.